# Andrea Doria (C 553)
L'incrociatore lanciamissili Andrea Doria fu in servizio nella Marina Militare Italiana dagli inizi degli anni sessanta fino agli inizi degli anni novanta.

## Servizio
La sua costruzione è avvenuta presso i cantieri di Riva Trigoso e al suo varo, avvenuto il 27 febbraio 1963, ebbe come madrina la signora Teresa Cavagnari, moglie dell'ammiraglio Domenico Cavagnari, dal 1934 al 1940 capo di stato maggiore della Regia Marina e, al contempo, sottosegretario del Ministero della marina.

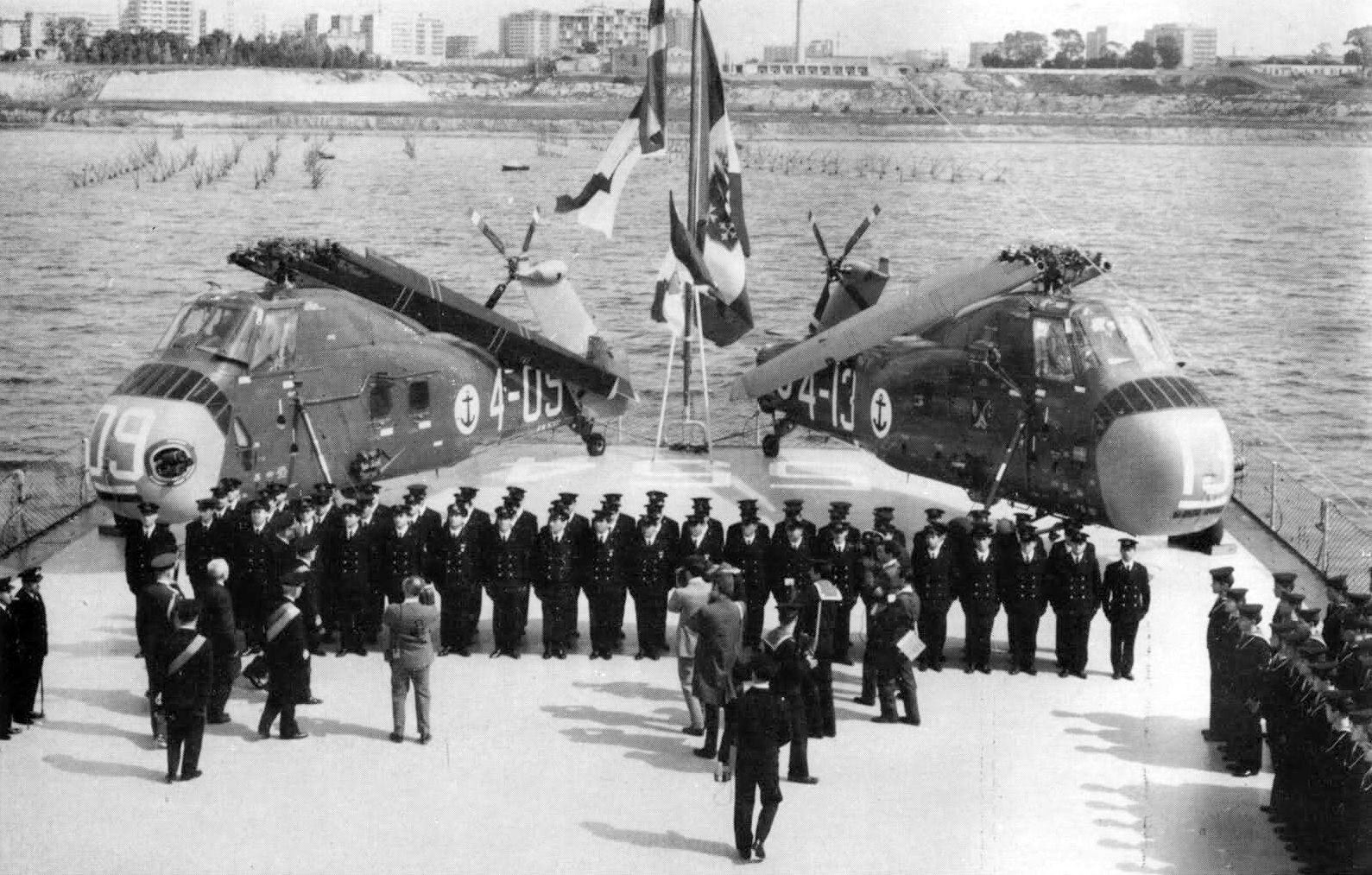
Taranto 18 marzo 1967: visita di re Gustavo di Svezia a bordo dell'Andrea Doria, con ai lati due elicotteri Sikorsky S-58.

Dopo aver ricevuto la bandiera di combattimento alla presenza del ministro Giulio Andreotti il 10 giugno 1964, e aver effettuato il primo lancio missilistico il 4 agosto 1964, l'unità, al comando del capitano di vascello Giuseppe Galluccio, lasciò il porto di Livorno alle ore 10:30 del giorno di ferragosto per una campagna addestrativa in Estremo Oriente insieme con la nave da trasporto Etna in occasione delle Olimpiadi di Tokyo. Rientrò in Italia nel porto di Catania il 2 dicembre e approdò a Livorno il giorno successivo alle ore 8 dopo aver percorso 22.785 miglia e toccato i porti di 12 nazioni straniere. Il 22 agosto 1965 la nave salpò da La Spezia per effettuare una crociera in Sudamerica nel corso della quale, al comando del capitano di vascello Claudio Celli, percorse 13.010 miglia toccando i porti di 5 nazioni affacciate sull'Atlantico, rientrando a La Maddalena il 16 ottobre 1965. Il giorno successivo approdò a La Spezia.
Il ponte di volo dell'Andrea Doria ha ospitato diversi capi di Stato fra cui: Sukarno a Giakarta nel 1964, in occasione del viaggio in estremo oriente, Saragat a Santos in Brasile nel 1965, Arturo Illia presidente dell'Argentina e Leopold Senghor presidente del Senegal in occasione del viaggio in Sudamerica del 1965, re Gustavo di Svezia nel 1967 in visita a Taranto. 
Il Doria venne assegnato alla base di La Spezia quale nave comando della I Divisione navale e ha avuto un'attività operativa molto intensa e ricca di eventi, prendendo parte a esercitazioni nazionali e interalleate anche tra le più complesse, come le Dawn Patrol "Amiex" "Metaflex", e una "finta" crociera nel Medio Oriente agli albori della guerra dei sei giorni fra Egitto e Israele.

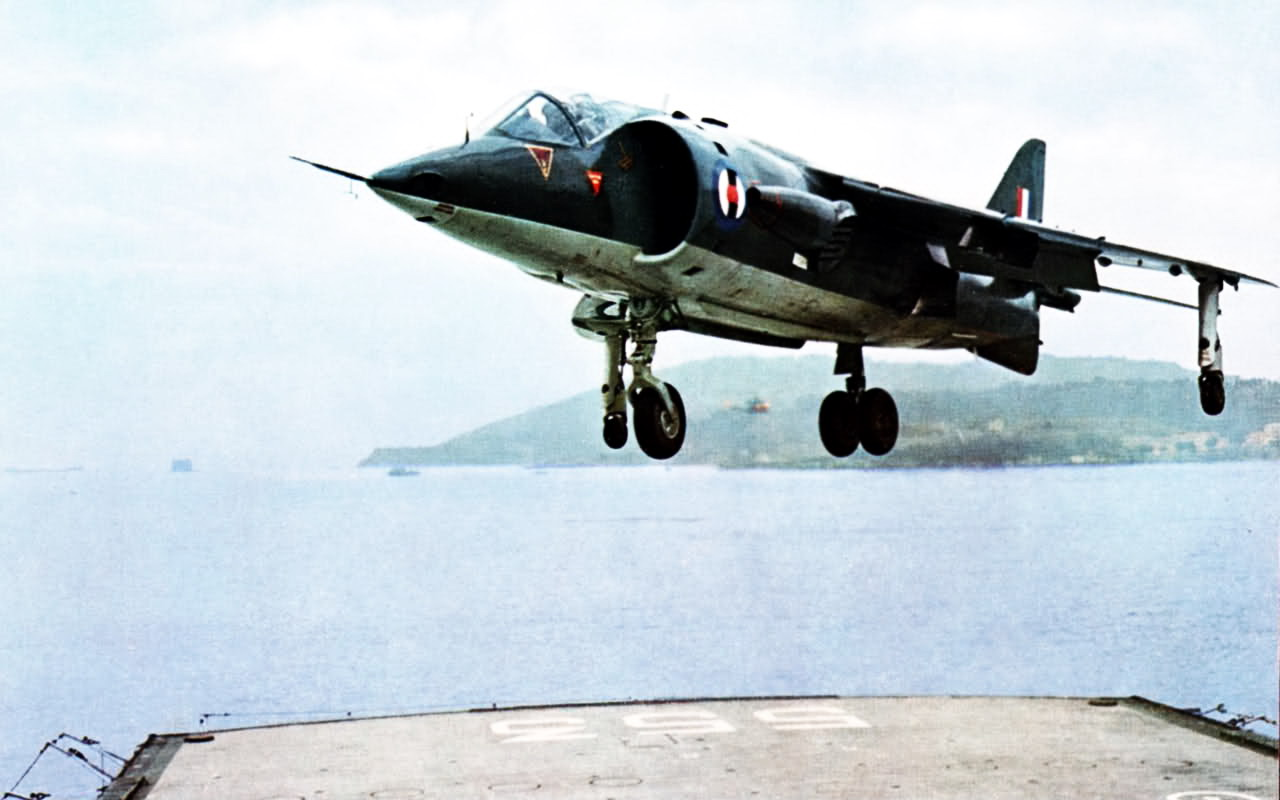
Prove di atterraggio di un Harrier della Royal Navy sul ponte di volo del Doria

Nel 1967 (nel porto di La Spezia) si prestò a un appontaggio sperimentale per opera di un aereo a decollo verticale: un Harrier della Royal Navy.
Nell'estate del 1973, in seguito all'indisponibilità dell'Amerigo Vespucci, a causa del protrarsi dei lavori di manutenzione, la crociera estiva degli Allievi del 1º anno di Corso dell'Accademia di Livorno venne riprogrammata con itinerari differenti, sparpagliati a rotazione su quattro navi di squadra: Etna, Doria, Impavido e Carabiniere. Il Doria, al comando del Capitano di vascello Pescatori nel corso della crociera effettuò visite a La Maddalena, Smirne, Istanbul, Algeri, Cagliari, Casablanca, Santa Cruz de Tenerife, Gaeta.
Il Doria venne sottoposto a lavori dal 1976 al 1978, nel corso dei quali l'apparato motore venne convertito da nafta a gasolio e venne anche standardizzato il sistema missilistico.
Nel 1979 il Doria fu di nuovo in Estremo Oriente con il Vittorio Veneto e il rifornitore Stromboli per un'operazione umanitaria e medico-sanitaria a favore dei profughi vietnamiti. Il 27 giugno 1980 nelle acque del Tirreno partecipò, insieme con l'Alpino alle operazioni di ricerca e soccorso del DC-9 dell'Itavia precipitato nei pressi di Ustica e il 29 novembre 1980 ormeggiò a Napoli per prestare soccorso alle popolazioni colpite dal terremoto dell'Irpinia.
Trasferito di sede da La Spezia a Taranto, con il contemporaneo trasferimento del gemello Duilio da Taranto a La Spezia, imbarcò a bordo il comando della IIª Divisione Navale partecipando, nel 1984, alla missione operativa in Libano, in supporto al contingente terrestre italiano inquadrato nella Forza Multinazionale di Pace. Successivamente nel 1986 in occasione della crisi italo-libica prese parte all'Operazione Girasole.
L'11 settembre 1992 uscì in mare per l'ultima volta e al rientro incominciò il processo di disarmo dopo aver percorso 577.000 miglia in tutti i mari del mondo.
Il 30 settembre 1992 al posto di ormeggio n. 23 della stazione torpediniere di Taranto, si svolse la cerimonia dell'ultimo ammaina bandiera, alla quale parteciparono gran parte dei 30 Ufficiali che si erano avvicendati al comando.
La nave fu bonificata e demolita presso i cantieri Simont di Napoli. I lavori ebbero inizio a marzo 2001 e si conclusero a settembre dello stesso anno.

## Comandanti
| Comandanti           | Comandanti                       | Comandanti                            |
| grado                | Nome                             | Periodo                               |
| -------------------- | -------------------------------- | ------------------------------------- |
| Capitano di vascello | Giuseppe Galluccio               | 10 febbraio - 12 dicembre 1964        |
| Capitano di vascello | Claudio Celli                    | 13 dicembre 1964 - 10 settembre 1966  |
| Capitano di vascello | Ugo Masetti                      | 11 settembre 1966 - 2 ottobre 1967    |
| Capitano di vascello | Giuliano Martinelli              | 3 ottobre 1967 - 4 ottobre 1968       |
| Capitano di vascello | Giuseppe Di Giovanni             | 5 ottobre 1968 - 1 settembre 1969     |
| Capitano di vascello | Cataldo Galeone                  | 2 settembre 1969 - 11 ottobre 1970    |
| Capitano di vascello | Umberto Dell'Alba                | 12 ottobre 1970 - 11 ottobre 1971     |
| Capitano di vascello | Mario Calzeroni                  | 12 ottobre 1971 - 29 aprile 1972      |
| Capitano di vascello | Renato Fadda                     | 30 aprile 1972 - 2 luglio 1973        |
| Capitano di vascello | Vittorio Pescatori               | 3 luglio 1973 - 7 agosto 1974         |
| Capitano di vascello | Pietro Scagliusi                 | 8 agosto 1974 - 19 agosto 1975        |
| Capitano di vascello | Giovanni Clara                   | 20 agosto 1975 - 19 agosto 1976       |
| Capitano di vascello | Luigi Melchiorri                 | 20 agosto 1976 - 18 settembre 1977    |
| Capitano di vascello | Domenico Pasqualini              | 19 settembre 1977 - 18 agosto 1978    |
| Capitano di vascello | Mario Strigini                   | 19 agosto 1978 - 20 settembre 1979    |
| Capitano di vascello | Aldo Gallo                       | 21 settembre 1979 - 3 agosto 1980     |
| Capitano di vascello | Pancrazio Cordaro                | 4 agosto 1980 - 7 settembre 1981      |
| Capitano di vascello | Michele Trombetta                | 8 settembre 1981 - 10 settembre 1982  |
| Capitano di vascello | Armando De Stefano               | 11 settembre 1982 - 17 settembre 1983 |
| Capitano di vascello | Umberto Battigelli               | 18 settembre 1983 - 18 settembre 1984 |
| Capitano di vascello | Benito Maggio                    | 19 settembre 1984 - 18 agosto 1985    |
| Capitano di vascello | Vezio Vascotto                   | 19 agosto 1985 - 19 settembre 1986    |
| Capitano di vascello | Marcello De Donno                | 20 settembre 1986 - 19 settembre 1987 |
| Capitano di vascello | Salvatore Barbara                | 20 settembre 1987 - 19 settembre 1988 |
| Capitano di vascello | Mario Lucidi                     | 20 settembre 1988 - 19 settembre 1989 |
| Capitano di vascello | Ferdinando Sanfelice di Monforte | 20 settembre 1989 - 19 settembre 1990 |
| Capitano di vascello | Andrea Porta                     | 20 settembre 1990 - 19 settembre 1991 |
| Capitano di vascello | Piero Carpi                      | 20 settembre 1991 - 19 settembre 1992 |
| Capitano di vascello | Giuseppe Gargiulo                | 20 settembre 1992 - 30 settembre 1992 |

## Nome
In precedenza altre due navi della Marina italiana avevano portato il nome Andrea Doria. La prima fu una nave da battaglia pre-dreadnought che prestò servizio nella Regia Marina dal 21 novembre 1885 al 25 maggio 1911. La seconda fu una corazzata che, entrata in servizio nel 30 marzo 1916, venne radiata il 1º novembre 1956 dopo essere stata ricostruita tra il 1937 e il 1940. Fu proprio a nome dell'equipaggio di questa nave che in un ideale passaggio di testimone morale e storico, al nuovo incrociatore Andrea Doria venne consegnata, il 10 giugno 1964, la bandiera di combattimento.
Dopo la radiazione dell'incrociatore, un'altra nave della Marina Militare Italiana porta nuovamente il nome Andrea Doria; si tratta di una dei due nuovissimi cacciatorpediniere antiaerei tipo Classe Orizzonte della classe Andrea Doria. La nave, contraddistinta dalla matricola (D 553) è stata costruita nei cantieri di Riva Trigoso, dove è stata varata il 15 ottobre 2005 e dopo l'allestimento negli stabilimenti di Muggiano è stata consegnata alla MMI il 22 dicembre 2008 e ricevuto la bandiera di combattimento a Genova il 13 ottobre 2010.

## Galleria d'immagini

Il Doria in navigazione
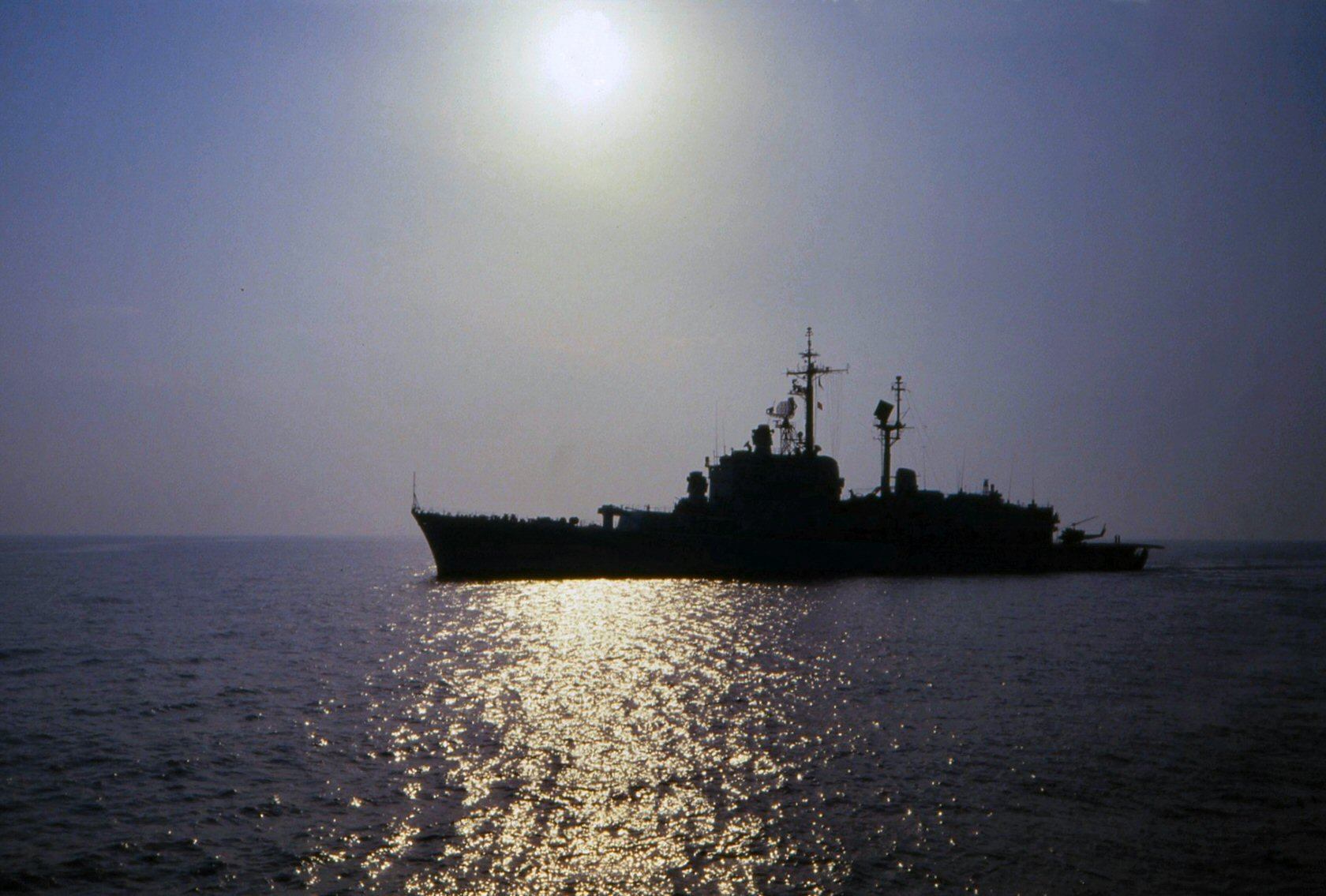
Il Doria in mare aperto nel 1985
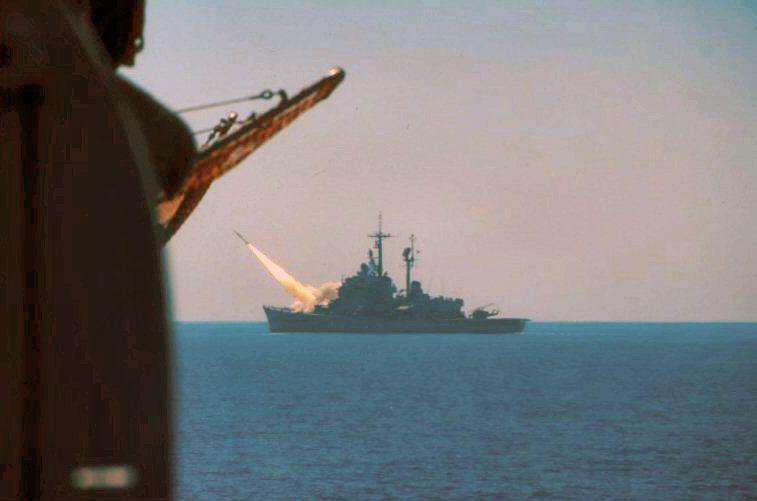
lancio di un missile Terrier durante un'esercitazione al largo della Sardegna nel 1985
La prima crociera del Doria